# グランドジャンクション・ロッキーズ
グランドジャンクション・ジャッカロープス（Grand Junction Jackalopes）はアメリカ合衆国コロラド州グランドジャンクションに本拠地を置く、パイオニアリーグに所属するプロ野球独立リーグのチーム。2020年まではコロラド・ロッキーズ傘下ルーキー+級のマイナーリーグのチームだった。

## 球団の歴史
1978年、モンタナ州ビュートを本拠地としてビュート・カッパーキングスが創設された。創設当初はMLBの傘下に入らない独立リーグのチームとしてパイオニアリーグに所属し、MLBのフィラデルフィア・フィリーズやオークランド・アスレチックス、シアトル・マリナーズ、テキサス・レンジャーズなどといった複数の球団から派遣された選手によって構成されていた。
その翌年にMLBミルウォーキー・ブルワーズの傘下に入って以降2000年までの間、カンザスシティ・ロイヤルズ、シアトル・マリナーズ、テキサス・レンジャーズ、タンパベイ・デビルレイズ、アナハイム・エンゼルスなどの傘下に入るなど短い期間で親チームの変更を繰り返した。また、1985年、1987年、1993〜1995年のシーズンはMLB傘下から外れ独立リーグのチームとして運営された他、1986年はチームとしての活動自体を休止していた。
2000年シーズン終了後、チームの本拠地をワイオミング州キャスパーへ移転、チーム名をキャスパー・ロッキーズと改称（2008年にゴースツに改称）。コロラド・ロッキーズの傘下に入った。
2012年、コロラド州グランドジャンクションに本拠地を移転し、同時にチーム名をグランドジャンクション・ロッキーズと改称した他、スプリジオ・フィールドをホーム球場とした。
2020年のシーズンオフに行われたマイナーリーグの組織再編に伴い、所属するパイオニアリーグがMLBパートナーリーグという位置付けの独立リーグに変換したため、当球団も2021年から独立リーグの球団として再出発することになった。
2022年11月4日、2023年よりチーム名をグランドジャンクション・ジャッカロープスに変更することを発表した。

## 過去の主な所属選手
- セシル・フィルダー
- オマー・ビスケル
- リッチ・オーリリア
- マイク・ナポリ
- セス・スミス
- マット・デイリー
- ウィリン・ロサリオ
- トレバー・ストーリー